# Malženice
Malženice (Hongaars: Maniga) is een Slowaakse gemeente in de regio Trnava, en maakt deel uit van het district Trnava.
Malženice telt 1.391 inwoners.